# Perittia lonicerae
Perittia lonicerae är en fjärilsart som beskrevs av Elwood C. Zimmerman och John David Bradley 1950. Perittia lonicerae ingår i släktet Perittia och familjen gräsmalar, Elachistidae. Inga underarter finns listade i Catalogue of Life.